# Torneo Argentino B

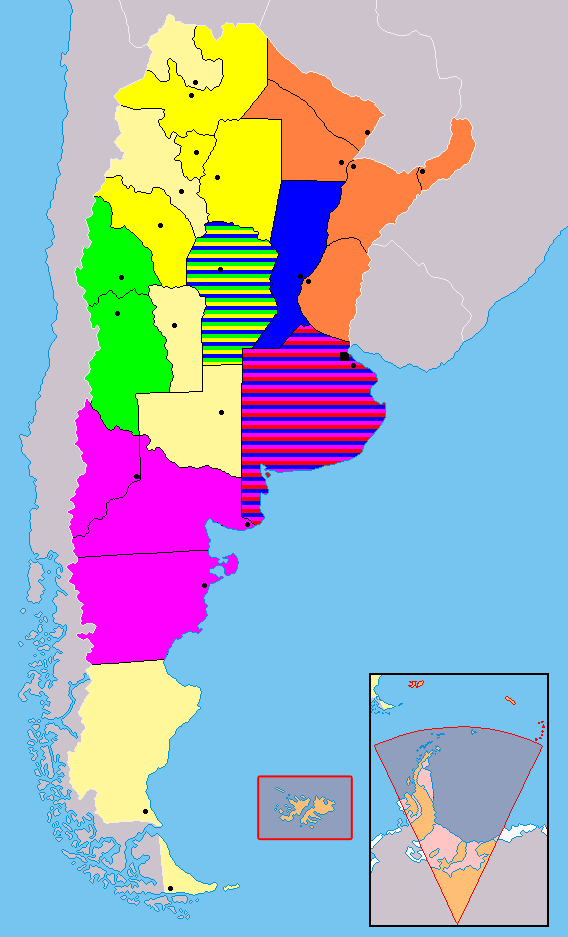
– Strefa A (północna)
– Strefa B (północno-wschodnia)
– Strefa C (zachodnia)
– Strefa D (środkowa)
– Strefa E (prowincja Buenos Aires)
– Strefa F (południowa)

Torneo Argentino B jest czwartą ligą argentyńską, w której startują kluby prowincjonalne, czyli spoza Buenos Aires i okolic, gdzie równolegle rozgrywana jest liga Primera C Metropolitana. Liga Torneo Argentino B składa się z 6 strefowych grup po 8 klubów w każdej.
Najlepsze z 48 klubów biorących udział w Torneo Argentino B awansują do Torneo Argentino A. Natomiast najsłabsze spadają o szczebel niżej - do piątej ligi, czyli Torneo Argentino C.

## Torneo Argentino B 2006/07
Strefa A
- Alianza Cutral-Có
- Cipolletti
- Cruz del Sur Bariloche
- Deportivo Roca General Roca
- Deportivo Madryn Puerto Madryn
- Huracán Comodoro Rivadavia
- Independiente Neuquén
- Racing Trelew

Strefa B
- Alvarado Mar del Plata
- Bella Vista Bahía Blanca
- Cadetes de San Martín Mar del Plata
- Deportivo Coreano Lobos
- Grupo Universitario Tandil
- Racing Olavarría
- Sporting Punta Alta
- Villa del Parque Necochea

Strefa C
- 9 de Julio Río Tercero
- Centenario
- Deportivo Maipú Mendoza
- Estudiantes Río Cuarto
- Guaymallén Mendoza
- General Paz Juniors Córdoba
- Juventud Alianza Santa Lucía
- Trinidad San Juan

Strefa D 
- El Linqueño Lincoln
- Gimnasia y Esgrima Santa Fe
- Juventud Unida Gualeguaychú
- La Emilia San Nicolás de los Arroyos
- Libertad Sunchales
- Patronato Paraná
- Sportivo Las Parejas
- Uruguay Concepción del Uruguay

Strefa E 
- 9 de Julio Morteros
- Atlético Policial Catamarca
- Central Córdoba Santiago del Estero
- Concepción
- Gimnasia y Tiro Salta
- Independiente La Rioja
- Ñuñorco Monteros
- Sportivo Belgrano San Francisco

Strefa F 
- Boca Unidos Corrientes
- Candelaria
- Chaco For Ever Resistencia
- Crucero del Norte Posadas
- Deportivo Mandiyú Corrientes
- Guaraní Antonio Franco Posadas
- Sarmiento Resistencia
- Sol de América Formosa